# Check and Double Check

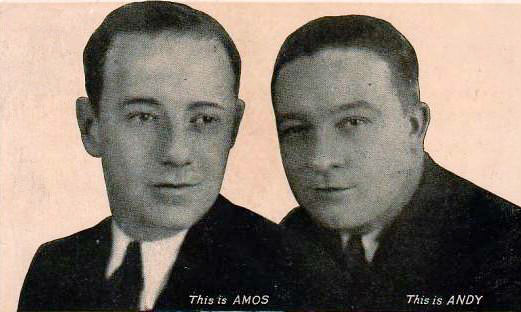
Freeman F. Gosden e Charles J. Correll, a dupla Amos 'n' Andy, em 1929.

Check and Double Check é um filme estadunidense de 1930, do gênero comédia, dirigido por Melville W. Brown e estrelado por Freeman F. Gosden e Charles J. Correll. Os astros formavam a dupla de rádio Amos 'n' Andy, famosa na época por se apresentar com os rostos pintados de preto, tipo de arte conhecida como blackface. Após o grande sucesso da película, eles passaram a ser considerados os principais artistas da RKO. Análises posteriores, porém, mostraram que o público, tendo satisfeito a curiosidade, não tinha interesse em vê-los outra vez. Eles, então, foram sumariamente demitidos pelo estúdio e nunca mais apareceram nas telas de cinema, exceto numa participação especial em The Big Broadcast of 1936.
Seis canções são apresentadas no filme, duas delas compostas por Duke Ellington e Irving Mills -- Harlem Speaks e Old Man Blues—e executadas por Ellington e a sua Cotton Club Orchestra.

## Sinopse
Amos e Andy são taxistas contratados para levar Duke Ellington e a Cotton Club Orchestra para um baile da alta sociedade. Os dois envolvem-se com Jean e Richard, que estão noivos mas têm dificuldades em casar porque Richard não consegue encontrar a escritura de uma propriedade da família. Depois de muitas estripulias, a dupla acaba em uma casa assombrada onde o documento pode estar escondido.

## Elenco
| Ator/Atriz         | Personagem       |
| ------------------ | ---------------- |
| Freeman F. Gosden  | Amos             |
| Charles J. Correll | Andy             |
| Sue Carol          | Jean Blair       |
| Irene Rich         | Senhora Blair    |
| Ralf Harolde       | Ralph Crawford   |
| Charles Morton     | Richard Williams |
| Edward Martindel   | John Blair       |
| Rita La Roy        | Elinor Crawford  |
| Russ Powell        | Kingfish         |
| Roscoe Ates        | Irmão Arthur     |
| Duke Ellington     | Duke Ellington   |